# Черничино
Черни́чино (болг. Черничино) — село в Хасковській області Болгарії. Входить до складу общини Івайловград.

## Населення
За даними перепису населення 2011 року у селі проживали 19 осіб, усі — болгари. Розподіл населення за віком у 2011 році:
Динаміка населення: